# Luciano Rodríguez
Luciano Rodríguez Rosales (Montevideo, 16 de julio de 2003) es un futbolista uruguayo que juega como delantero en el Esporte Clube Bahia del Campeonato Brasileño de Serie A. Es internacional absoluto con la selección de Uruguay, además es hermano del también futbolista Emiliano Rodríguez.

## Carrera
Rodríguez fue formado en la academia juvenil de Bella Vista hasta el año 2019, continuando luego su formación en la academia juvenil de Progreso, equipo con el cual debutó en primera el 17 de enero de 2021. Debutó profesionalmente el 17 de enero de 2021 en un empate sin goles contra Montevideo City Torque.
El 28 de diciembre de 2022, Rodríguez es transferido a Liverpool.En el club del barrio Belvedere ayudó a la conquista del primer Campeonato Uruguayo de su historia con 9 tantos en 34 partidos.
Tras 55 partidos disputados y 17 goles en el club uruguayo, en julio de 2024 fue comprado por el City Football Group y transferido al E. C. Bahia de Brasil.

## Selección nacional

### Juveniles
Rodríguez ha sido jugador de la Selección Uruguaya Sub-20, en la cual participó del Sudamericano Sub-20 de Colombia 2023, donde fueron Subcampeones tras perder en la final contra Brasil. También participó de la  Copa Mundial de Fútbol Sub-20 de Argentina 2023, torneo en el cual se coronó Campeón del Mundo tras ganarle en la final a Italia por 1-0, siendo Rodríguez quien anotó el gol a los 86 minutos. 

### Absoluta
El 2 de junio de 2023 fue convocado absoluto de la mano de Marcelo Bielsa para los amistosos frente a Nicaragua y Cuba, en los cuales no tuvo minutos.
Finalmente debutó con la selección mayor el día 26 de marzo de 2024, en un amistoso ante Costa de Marfil, ingresando en el último minuto de partido.

## Estadísticas
Actualizado al último partido disputado el 25 de mayo de 2025.
| Club                | Div.          | Temporada     | Liga  | Liga  | Copas Nacionales | Copas Nacionales | Torneos Internacionales | Torneos Internacionales | Total | Total |
| Club                | Div.          | Temporada     | Part. | Goles | Part.            | Goles            | Part.                   | Goles                   | Part. | Goles |
| ------------------- | ------------- | ------------- | ----- | ----- | ---------------- | ---------------- | ----------------------- | ----------------------- | ----- | ----- |
| Progreso · Uruguay  | 1.ª           | 2020          | 4     | 0     | –                | –                | –                       | –                       | 4     | 0     |
| Progreso · Uruguay  | 1.ª           | 2021          | 24    | 2     | –                | –                | –                       | –                       | 24    | 2     |
| Progreso · Uruguay  | 2.ª           | 2022          | 23    | 5     | 3                | 0                | –                       | –                       | 26    | 5     |
| Progreso · Uruguay  | Total         | Total         | 51    | 7     | 3                | 0                | 0                       | 0                       | 54    | 7     |
| Liverpool · Uruguay | 1.ª           | 2023          | 31    | 9     | 2                | 1                | 3                       | 0                       | 36    | 10    |
| Liverpool · Uruguay | 1.ª           | 2024          | 16    | 5     | 0                | 0                | 5                       | 2                       | 19    | 7     |
| Liverpool · Uruguay | Total         | Total         | 47    | 14    | 2                | 1                | 8                       | 2                       | 55    | 17    |
| E. C. Bahía Brasil  | 1.ª           | 2024          | 19    | 6     | 3                | 1                | 0                       | 0                       | 22    | 7     |
| E. C. Bahía Brasil  | 1.ª           | 2025          | 9     | 0     | 10               | 6                | 9                       | 1                       | 28    | 7     |
| E. C. Bahía Brasil  | Total         | Total         | 28    | 6     | 13               | 7                | 9                       | 1                       | 50    | 14    |
| Total carrera       | Total carrera | Total carrera | 126   | 27    | 18               | 8                | 17                      | 3                       | 161   | 38    |

## Hat-tricks
| 1 | 24 de enero de 2024 | Polideportivo Misael Delgado, Valencia | Paraguay sub-23 - Uruguay sub-23 |  | 4 - 3 | Preolímpico Sudamericano Sub-23 de 2024 |

## Palmarés

### Títulos nacionales
| Título              | Club            | País    | Año  |
| ------------------- | --------------- | ------- | ---- |
| Supercopa Uruguaya  | Liverpool F. C. | Uruguay | 2023 |
| Torneo Intermedio   | Liverpool F. C. | Uruguay | 2023 |
| Torneo Clausura     | Liverpool F. C. | Uruguay | 2023 |
| Campeonato Uruguayo | Liverpool F. C. | Uruguay | 2023 |

### Títulos internacionales
| Título                        | Equipo (*)           | Sede      | Año  |
| ----------------------------- | -------------------- | --------- | ---- |
| Copa Mundial de Fútbol Sub-20 | Selección de Uruguay | Argentina | 2023 |